# La Moños
Pour plus de détails, voir Fiche technique et Distribution.
La Moños est un film espagnol réalisé par Mireia Ros, sorti en 1996.

## Synopsis
La Pepi et la Asuncioneta, deux filles d'un quartier populaire de Barcelone dans les années 1930, sont fascinées par une figure locale : une femme excentrique surnommée « La Moños ».

## Fiche technique
- Titre : La Moños
- Réalisation : Mireia Ros
- Scénario : Mireia Ros et Josefa Tamborero
- Musique : Albert Guinovart
- Photographie : Carles Gusi
- Montage : Mireia Ros et Oscar Salgado
- Production : Adolfo Domínguez
- Société de production : Adai Filmes, BBV, Bailando con Todos, Canal+ España, Televisió de Catalunya et Televisión Española
- Pays :  Espagne
- Genre : Drame et historique
- Durée : 109 minutes
- Dates de sortie : 
  -  Argentine : 10 novembre 1996 (festival international du film de Mar del Plata)
  -  Espagne : 14 mars 1997

## Distribution
- Julieta Serrano : La Moños
- Eufemia Román : Lolita
- Carles Sabater : Alejo
- Claudia Molina : Pepi
- Aynabel Llort : Asuncioneta
- Montserrat Salvador : la marquise de Parera
- Carlos Ballesteros : le marquis de Parera
- Anabel Alonso : Bella Mabel
- Pep Guinyol : Goloso
- Pepita Alguersuari : Ramona
- Mónica López : Ana de Parera
- Francesc Orella : Ricardo
- Guillermo Antón : Andreu
- Montserrat García Sagués : Emilia
- Pilar Massa : Amelia
- Carmen de Lirio : Cotilla
- Martha Carbonell : Mercedes
- Montserrat Miralles : Clara
- Nuria Illán : Fina
- Jesusa Andany : Mme. Canals
- Ramon Enrich : M. Canals
- Manel Solás : Miguel
- Enric Cervera : Pablo
- José Luis Prado : M. Juan
- Joan Serrats : Herrero
- Mayte Caballero : Helena
- Albert Díaz : Rigoberto

## Distinctions
Le film a été nommé au prix Goya du meilleur nouveau réalisateur.